# Atlas C4EYE
Pour les articles homonymes, voir Atlas.
Le Atlas C4EYE est un mini-drone de reconnaissance tactique issu de l'expérience opérationnelle de la famille des mini-drones tactiques Bramor C4EYE. Il a été développé par la société C-Astral Aerospace Ltd de Ajdovščina en Slovénie.
Il peut être utilisé par un seul opérateur pour des missions surveillance et reconnaissance (ISR), acquisition de cibles ISTAR, les opérations spéciales, le suivi de convois, la détection de cibles, le contrôle de tir (JTAC), la recherche et sauvetage, les missions de premiers secours, défense civile, le contrôle des infrastructures et les missions de sécurité.

## Description du drone ATLAS C4EYE
Le drone ATLAS C4EYE est une aile volante dotée d'un fuselage intégré (en anglais Blended Wing Body ou BWB) faite de matériaux composites avancés issus de l'aérospatiale. Sa cellule offre une stabilité et une rigidité élevée. Le fuselage de l’aéronef intègre des connecteurs et des joints IP-67 pour permettre l’atterrissage dans l’eau. L'aérodynamisme avancé le dote d'une signature sonore très réduite et une faible signature radar ; le rendant furtif et silencieux sur le théâtre opérationnel.
Il dispose d'une micro-tourelle gyro-stabilisée EO/IR/LI avec caméra à prise de vue optique et infrarouge, un pointeur laser, des équipements de radiocommande et de transmission d’image en direct avec cryptage AES, de la transmission de métadonnées permettant une intégration dans des logiciels (battle management system), ainsi qu’un système GPS pour la navigation. Destiné à couvrir la zone d’opérations durant 1,5 heure, il dispose d’un rayon d'action de 15 km. Il a une capacité opérationnelle diurne et nocturne.

## Origine et développement
L'Atlas C4EYE a été développé à la suite de l'expérience opérationnelle de la famille des mini-drones tactiques Bramor C4EYE. Il a été présenté pour la première fois lors du salon Eurosatory de 2018.
Il a effectué une série d'essais de vol et de faisabilité opérationnelles menées avec des unités de l'OTAN en 2019.
C-Astral Aerospace a réalisé avec succès l'évaluation de l'ensemble de capacités ISR aéroporté tactique organique expéditionnaire 2020 (EOTACS) menée par le Commandement des opérations spéciales des États-Unis (USSOCOM). Les capacités de l'Atlas C4EYE sUAS ont été démontrées aux observateurs de l'USSOCOM en février 2020. Ces observateurs comprenaient des experts des directions de développement du combat ainsi que des opérateurs du Marine Corps Forces Special Operations Command (MARSOC), US Army Special Operations Command (USASOC), et le Naval Special Warfare Command (NSWC-WARCOM). L'évaluation a démontré que l'Atlas C4EYE répondait à toutes les exigences et a démontré les spécifications de sa plate-forme.
Le drone tactique Atlas C4EYE a été évalué comme étant un aéronef ayant atteint le stade de la maturité opérationnelle, prêt à être intégré dans les unités d'opérations spéciales actives, les forces de l'ordre, la lutte contre les incendies ainsi que les tâches de surveillance écologique non gouvernementales.